# موزه فیتزویلیام

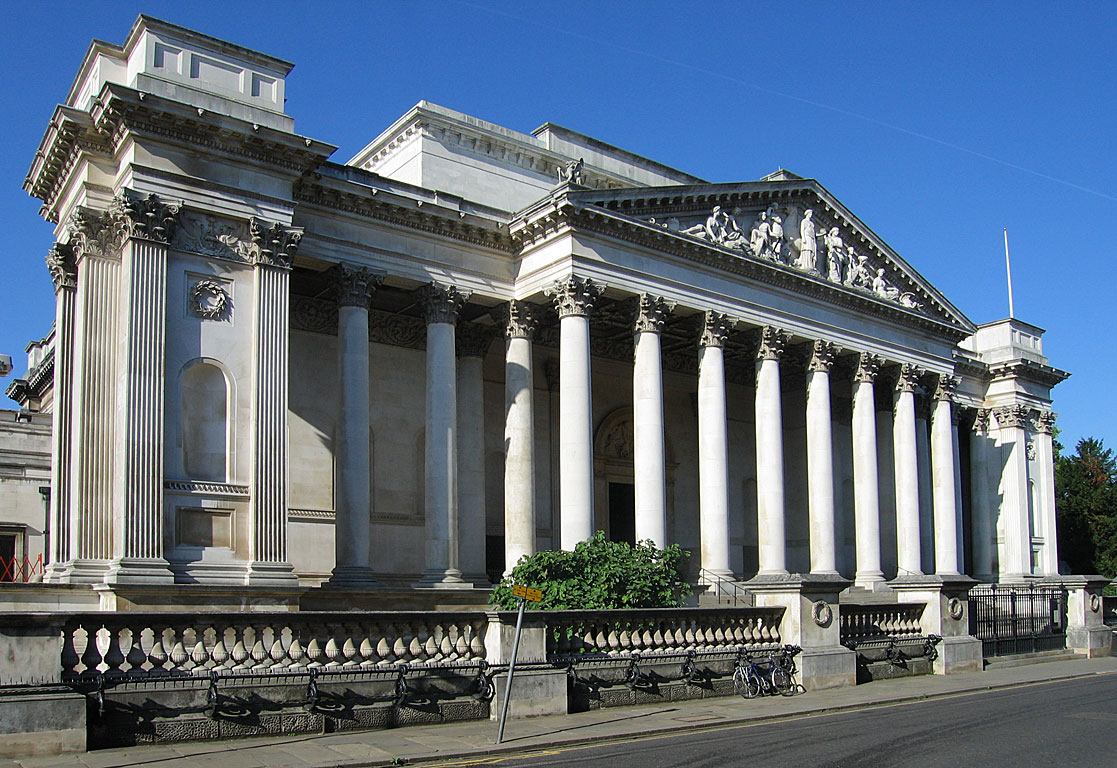
ورودی اصلی موزه‌ی فیتزویلیام

موزه‌ی فیتزویلیام موزه‌ی هنر و آثار باستانی دانشگاه کمبریج است. این موزه در خیابان ترامپینگتون مقابل خیابان فیتزویلیام در کمبریج مرکزی واقع شده است. موزه‌ی فیتزویلیام در ۱۸۱۶ مطابق وصیت‌نامه‌ی «ریچارد فیتزویلیام، ویسکنت هفتم» (۱۷۴۵-۱۸۱۶) با گردآوری مجموعه‌ای از آثار باستانی و نمونه‌های هنر مدرن اروپای غربی تاسیس شد. این موزه با بیش از نیم میلیون اشیا و آثار هنری، تاریخ و هنر جهان را از دوران باستان تا به امروز در بر می‌گیرد. آثار هنری موجود در این موزه شامل کارهایی از مونه، پیکاسو، روبنس، ون گوگ، رامبرانت، سزان، فان دیک و کانالتو است. آثار باستانی این موزه مربوط به تمدن مصر باستان، نوبه، یونان و روم هستند.